# Cars (gemeente)
Cars is een gemeente in het Franse departement Gironde (regio Nouvelle-Aquitaine). De plaats maakt deel uit van het arrondissement Blaye. Cars telde op 1 januari 2022 1.219 inwoners.

## Geografie
De oppervlakte van Cars bedroeg op 1 januari 2022 11,1 vierkante kilometer; de bevolkingsdichtheid was toen 109,8 inwoners per km².

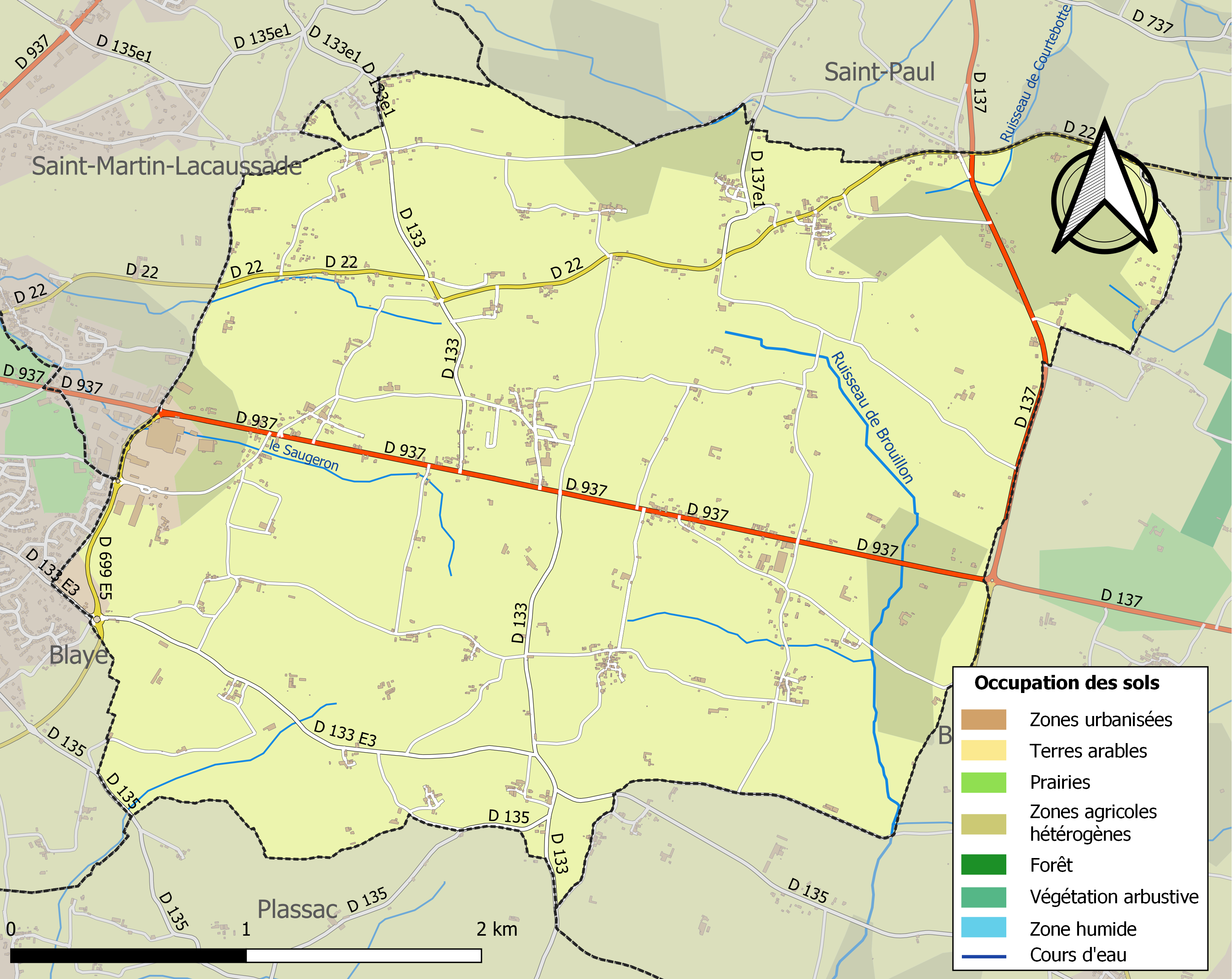
Kaart van de gemeente met belangrijkste infrastructuur, bodemgebruik en omliggende gemeenten

## Demografie
Onderstaande figuur toont het verloop van het inwonertal (bron: INSEE-tellingen).